# 薩默菲爾德 (伊利諾伊州)
薩默菲爾德（英語：Summerfield）是位於美國伊利諾伊州聖克萊爾縣的一個村落。

## 地理
薩默菲爾德的座標為38°35′49″N 89°45′04″W / 38.59694°N 89.75111°W，而該地最高點為海拔高度147米（即482英尺）。

## 人口
根據2010年美國人口普查的數據，薩默菲爾德的面積為1.28平方千米，當中陸地面積為1.28平方千米，而水域面積為0.00平方千米。當地共有人口451人，而人口密度為每平方千米352人。